# Cryo Interactive
Cryo Interactive Entertainment es una empresa francesa de desarrollo y publicación de videojuegos fundada en 1992, pero extraoficialmente existe desde 1989 como un grupo de desarrolladores bajo el nombre de Cryo. En 2008 Microïds adquirió Cryo.

## Historia
Cryo fue formada por los miembros de ERE Informatique que dejaron Infogrames (propietario ERE desde 1986); entre estos estaban Philippe Ulrich, Rémi Herbulot y Jean-Martial Lefranc.
El primer juego desarrollado bajo el nombre de Cryo Interactive fue Dune, el cual garantizó a la empresa de software recientemente creada publicidad y financiación de los juegos bajo Virgin Group hasta 1996, cuando Cryo comenzó a publicar en el interior del mercado europeo y en América del Norte a través de DreamCatcher Interactive.
Cryo se hizo un nombre sobre todo a través de adaptaciones de historias ya existentes (como Riverworld, basado en la novela de Philip José Farmer y Ubik de Philip K. Dick) o basados en escenarios históricos (como KGB, un juego basado en un par de días antes de la disolución de la Unión Soviética y varios juegos basados en el antiguo Egipto, la dinastía Qing de China y Luis XIV de Francia, desarrollado con el motor de Cryo Omni3D). Aunque la mayoría de los juegos posteriores a Virgin lograron capturar y permanecer fiel a sus valores originales, las interfaces pobres y la falta de distribución en todo el mundo se devolvió poco provecho de cada juego.

## Motor de sus juegos
Omni3D es un motor de juego creado por Cryo, que se utiliza principalmente para juegos de aventuras, similar al QuickTime VR de Apple. Se complementa con OmniSync, que simula el movimiento de los labios.
Este motor simula una vista panorámica de 360 grados en la vista interna, utilizando seis imágenes colocadas en forma de cubo alrededor del jugador y modificadas por un algoritmo para que parezcan curvas. Fue creado para Atlantis: Secrets of a Forgotten World, pero Versailles fue el primero en usarlo en 1997.
El motor Cryogen se creó para reemplazar el Omni3D, antes de ser reemplazado por el Cryogen 2.

### Origen del Astronauta del logo
Cryo estaba en ese momento simbolizado incluso en los primeros logotipos de la empresa por la imagen del rostro de una misteriosa joven dormida en un contenedor criónico. Descubrimos esta personificación en su primer juego, "Ecstasy", en el que el jugador debe dar vida a un androide cuyas características son precisamente las de la misteriosa entidad dormida.
Previamente a eso, solamente utilizaban la palabra CRYO para publicar y como logo.

### Cryo Networks
Una subsidiaria de Cryo Interactive llamada Cryo Networks, destinada a desarrollar y publicar aplicaciones en línea exclusivamente, fue establecida en diciembre de 1997. Aparte de los juegos multijugador en línea (Deo Gratias, FireTeam, Mankind y Scotland Yard siendo algunos de los títulos publicados bajo esta), Cryo Networks también mantuvo una propiedad de desarrollo de multimedia en línea llamada SCOL (Standard Cryo On Line).
Cryo Networks fue desmantelada en 2002, dejando a sus entonces a su proyecto en curso DUNE Generations inacabado. La tecnología SCOL fue posteriormente puesto en libertad como un proyecto de código abierto.

### 2002-presente
En julio de 2002, poco después de Frank Herbert's Dune fracasó, la situación de Cryo ya no era sostenible, y la empresa fue declarada en quiebra. Después de muchas negociaciones, la mayoría de los bienes y equipos de desarrollo de Cryo Interactive fueron absorbidos por DreamCatcher Interactive, formando la base para DreamCatcher Europe.
El 20 de octubre de 2008 Microïds adquirió las marcas y la propiedad intelectual de Cryo Interactive. Microïds también ha dicho que tiene la intención de distribuir los juegos más antiguos de Cryo digitalmente, y que están desarrollando nuevos juegos basados en Cryo.

## Videojuegos
Esta es una lista de los videojuegos publicados y/o desarrollados por Cryo Interactive.
| Título                                             | Título(s) alterno(s)                                                                           | Año                                             | Distribuidora(s)                                                                                                 | Desarrolladora(s)                                                        | Plataforma(s)                                            |
| -------------------------------------------------- | ---------------------------------------------------------------------------------------------- | ----------------------------------------------- | --- | ------------------------------------------------------------------------ | -------------------------------------------------------- |
| 360: Three Sixty                                   |                                                                                                | 1999                                            | Cryo Interactive                                                                                                 | Cryo Interactive                                                         | PlayStation                                              |
| The 3rd Millennium                                 |                                                                                                | 1997                                            | Cryo Interactive, R&P Electronic Media                                                                           | Cryo Interactive                                                         | Windows                                                  |
| Agassi Tennis Generation                           |                                                                                                | 2002                                            | Cryo Interactive                                                                                                 | Aqua Pacific                                                             | Game Boy Advance, PlayStation 2, Windows                 |
| Aliens: A Comic Book Adventure                     |                                                                                                | 1995                                            | Mindscape | Cryo Interactive                                                         | MS-DOS                                                   |
| Arthur's Knights: Tales of Chivalry                | King Arthur's Knights: Origins of Excalibur (Europa)                                           | 2000                                            | Cryo Interactive                                                                                                 | Cryo Interactive                                                         | Windows                                                  |
| Arthur's Knights II: The Secret of Merlin          | Arthur's Knights 2: Merlin's Secrets (Reino Unido)                                             | 2001                                            | Wanadoo | Cryo Interactive                                                         | Windows                                                  |
| Asterix & Obelix Take on Caesar                    | Astérix & Obélix contre César (Francia)                                                        | 1999                                            | Cryo Interactive                                                                                                 | Tek 5                                                                    | PlayStation, Windows                                     |
| Atlantis: The Lost Tales                           |                                                                                                | 1997                                            | Cryo Interactive R&P Electronic Media Sega (Saturn)                                                              | Cryo Interactive                                                         | MS-DOS, PlayStation, Sega Saturn, Windows                |
| Atlantis II                                        | Beyond Atlantis (Estados Unidos)                                                               | 1999 (Windows) 2001 (Macintosh)                 | Cryo Interactive (Windows) The Adventure Company (Macintosh)                                                     | Cryo Interactive                                                         | Macintosh, Windows                                       |
| Atlantis III: The New World                        | Beyond Atlantis 2 (Estados Unidos)                                                             | 2001 (Windows) 2002 (PlayStation 2)             | Cryo Interactive                                                                                                 | Cryo Interactive                                                         | PlayStation 2, Windows                                   |
| Aztec: The Curse in the Heart of the City of Gold  | Sacred Amulet, The (Estados Unidos)                                                            | 1999 (Windows) 2000 (PlayStation)               | Cryo Interactive                                                                                                 | Cryo Interactive France Télecom Multimedia                               | PlayStation, Windows                                     |
| Big Bug Bang: Le Retour de Commander Blood         |                                                                                                | 1996                                            | Microfolie's | Cryo Interactive                                                         | MS-DOS                                                   |
| Black Moon Chronicles                              |                                                                                                | 1999                                            | Cryo Interactive CD Projekt (Polonia)                                                                            | Cryo Interactive                                                         | Windows                                                  |
| Black Moon Chronicles: Wind of War                 |                                                                                                | cancelado                                       | Cryo Networks | Vircom                                                                   | Windows                                                  |
| China: The Forbidden City                          | China: Intrigue in The Forbidden City                                                          | 1998                                            | Cryo Interactive R&P Electronic Media                                                                            | Canal+ Cryo Interactive Réunion des Musées Nationaux                     | PlayStation, Windows                                     |
| Cheese Cat-Astrophe starring Speedy Gonzales       |                                                                                                | 1995                                            | Sega | Cryo Interactive                                                         | Sega Genesis, Sega Game Gear, Sega Master System         |
| Commander Blood                                    |                                                                                                | 1994                                            | Mindscape Microfolie's                                                                                           | Cryo Interactive                                                         | MS-DOS                                                   |
| Deo Gratias                                        |                                                                                                | 1999                                            | Cryo Networks | France Télecom Multimedia                                                | Windows                                                  |
| Devil Inside, The                                  |                                                                                                | 2000                                            | Cryo Interactive Take-Two Interactive (Estados Unidos)                                                           | Gamesquad                                                                | Windows                                                  |
| Dracula: The Last Sanctuary                        |                                                                                                | 2000                                            | Cryo Interactive(Europa, versión para PS) DreamCatcher Games (Estados Unidos) Wanadoo Edition (Europa, Win, Mac) | index+                                                                   | Macintosh, PlayStation, Windows                          |
| Dracula: Crazy Vampire                             |                                                                                                | 2001                                            | Cryo Interactive (Europa) DreamCatcher Games (Estados Unidos)                                                    | Planet Interactive Development                                           | Game Boy Color                                           |
| Dragon Lore                                        |                                                                                                | 1994                                            | Mindscape | Cryo Interactive                                                         | 3DO, MS-DOS                                              |
| Dragon Lore II                                     |                                                                                                | 1996                                            | Cryo Interactive                                                                                                 | Cryo Interactive                                                         | MS-DOS                                                   |
| Dreams to Reality                                  | Dreams (versión para PlayStation)                                                              | 1997                                            | Cryo Interactive                                                                                                 | Cryo Interactive                                                         | MS-DOS, PlayStation, Windows                             |
| Dune                                               |                                                                                                | 1992                                            | Virgin Interactive                                                                                               | Cryo Interactive                                                         | Amiga, MS-DOS, Sega CD                                   |
| Dune Generations                                   |                                                                                                | cancelado                                       | Cryo Networks | Cryo Networks                                                            | Windows                                                  |
| Egypt 1156 B.C.: Tomb of the Pharaoh               |                                                                                                | 1997                                            | Canal+ Cryo Interactive R&P Electronic Media DreamCatcher Games                                                  | Cryo Interactive Réunion des Musées Nationaux                            | PlayStation, Windows                                     |
| Egypt II: The Heliopolis Prophecy                  |                                                                                                | 2000                                            | Cryo Interactive                                                                                                 | Cryo Interactive Réunion des Musées Nationaux                            | PlayStation, Windows                                     |
| Egypte Kids                                        | Egypte Kids (Francia)                                                                          | 2001                                            | Cryo Interactive                                                                                                 | EMG                                                                      | Windows                                                  |
| Extase                                             |                                                                                                | 1991                                            | Virgin Interactive                                                                                               | Cryo Interactive                                                         | Amiga, Atari ST, MS-DOS                                  |
| Fashion World                                      |                                                                                                | 1995                                            | Cryo Interactive                                                                                                 | Cryo Interactive and Take 2                                              | Windows, Macintosh                                       |
| Faust: The Seven Games of the Soul                 | The Seven Games of the Soul (Estados Unidos)                                                   | 1995                                            | Cryo Interactive                                                                                                 | Arxel Tribe                                                              | Windows                                                  |
| FireTeam                                           |                                                                                                | 1999                                            | Cryo Networks France Télecom Multimedia                                                                          | Multitude                                                                | Windows                                                  |
| Frank Herbert's Dune                               |                                                                                                | 2001                                            | Cryo Interactive Dreamcatcher Games                                                                              | Widescreen Games                                                         | PlayStation 2, Windows                                   |
| Frank Herbert's Dune: Ornithopter Assault          |                                                                                                | cancelado                                       | Cryo Interactive                                                                                                 | Soft Brigade                                                             | Game Boy Advance                                         |
| From Dusk Till Dawn                                |                                                                                                | 2001                                            | Cryo Interactive                                                                                                 | Gamesquad                                                                | Windows                                                  |
| Gadget: Past as Future                             | Gadget: Invention, Travel & Adventure (lanzamiento inicial)                                    | 1993 (lanzamiento inicial) 1998 (relanzamiento) | Synergy Interactive (first release) Cryo Interactive (relanzamiento)                                             | Synergy Interactive                                                      | Macintosh, Windows                                       |
| Gift                                               | Gift: Le Cadeau des Étoiles (France) Gifty: Ein Geschenk des Himmels (Germany)                 | 2000                                            | Cryo Interactive Wanadoo                                                                                         | Eko System                                                               | PlayStation 2, Windows, Game Boy Color                   |
| Guardian of Darkness, The                          |                                                                                                | 1999                                            | Cryo Interactive                                                                                                 | Cryo Interactive                                                         | PlayStation, Windows                                     |
| Hard Boiled                                        |                                                                                                | 1997                                            | Cryo Interactive (Europa) Sieg (Japón)                                                                           | Cryo Interactive                                                         | PlayStation                                              |
| Hardline                                           |                                                                                                | 1996                                            | Virgin Interactive                                                                                               | Cryo Interactive                                                         | MS-DOS                                                   |
| Hellboy: Dogs of the Night                         | Hellboy: Asylum Seeker (PlayStation)                                                           | 2000 (Windows) 2003 (PlayStation)               | Cryo Interactive                                                                                                 | Cryo Studios North America                                               | PlayStation, Windows                                     |
| Hopkins FBI                                        |                                                                                                | 1998                                            | Cryo Interactive MP Entertainment CD Projekt (Polonia)                                                           | MP Entertainment                                                         | Linux, Windows                                           |
| Intervention                                       |                                                                                                | cancelado                                       | Cryo Interactive                                                                                                 | Cryo Interactive                                                         | Windows                                                  |
| Jekyll and Hyde                                    |                                                                                                | 2001                                            | Cryo Interactive (Europa) Dreamcatcher Games (US)                                                                | In Utero                                                                 | Windows                                                  |
| Jerusalem: The Three Roads to the Holy Land        |                                                                                                | 2002                                            | Cryo Interactive                                                                                                 | Arxel Tribe                                                              | Windows                                                  |
| KGB                                                | Conspiracy (CD-ROM version)                                                                    | 1992                                            | Virgin Interactive                                                                                               | Cryo Interactive                                                         | Amiga, MS-DOS                                            |
| L.A. Blaster                                       |                                                                                                | 1996                                            | CDV Software (Alemania)                                                                                          | Cryo Interactive                                                         | MS-DOS                                                   |
| Lost Eden                                          |                                                                                                | 1995                                            | Virgin Interactive Philips Interactive Media (CD-i)                                                              | Cryo Interactive                                                         | 3DO, Macintosh, CD-i, MS-DOS                             |
| Mankind                                            |                                                                                                | 1998                                            | Cryo Networks (minorista) O2 Online Entertainment (en línea)                                                     | Vibes Online Gaming                                                      | Windows                                                  |
| MegaRace                                           |                                                                                                | 1993                                            | Mindscape | Cryo Interactive                                                         | 3DO, MS-DOS, Sega CD                                     |
| MegaRace 2                                         |                                                                                                | 1996                                            | Mindscape | Cryo Interactive                                                         | MS-DOS                                                   |
| MegaRace: MR3 - Nanotech Disaster                  |                                                                                                | 2001                                            | Dreamcatcher Games                                                                                               | Cryo Interactive                                                         | PlayStation 2, Windows                                   |
| Best of Microsoft Entertainment Pack (solo Europa) |                                                                                                | 2001                                            | Cryo Interactive                                                                                                 | Saffire                                                                  | Game Boy Color                                           |
| Microsoft Pinball Arcade (solo Europa)             |                                                                                                | 2001                                            | Cryo Interactive                                                                                                 | Saffire                                                                  | Game Boy Color                                           |
| Millennium Racer: Y2K Fighters                     |                                                                                                | 1999                                            | Cryo Interactive                                                                                                 | Creat Studios                                                            | Windows                                                  |
| Money Mad                                          |                                                                                                | 2000                                            | Cryo Interactive                                                                                                 | Ravensburger                                                             | Windows                                                  |
| Monsterville                                       | Universal Studios Monsters: Monsterville                                                       | 2002                                            | Cryo Interactive                                                                                                 | Intelligent Games                                                        | Windows                                                  |
| Mystery of the Nautilus, The                       | Seret of the Nautilus (Reino Unido)                                                            | 2002                                            | Cryo Interactive (Europa) Dreamcatcher Games (Estados Unidos)                                                    | T-bot                                                                    | Windows                                                  |
| Necronomicon: The Dawning of Darkness              |                                                                                                | 2001                                            | Cryo Interactive (Europa, versión para PlayStation) Dreamcatcher Games (Estados Unidos)                          | Wanadoo                                                                  | PlayStation, Windows                                     |
| New Adventures of the Time Machine, The            |                                                                                                | 2000                                            | Cryo Interactive                                                                                                 | Cryo Interactive                                                         | Windows                                                  |
| Odyssey: The Search for Ulysses                    |                                                                                                | 2000                                            | Cryo Interactive (Europa) Dreamcatcher Games (US)                                                                | In Utero                                                                 | Windows                                                  |
| Pax Corpus                                         |                                                                                                | 1997                                            | Cryo Interactive R&P Electronic Media                                                                            | Cryo Interactive                                                         | PlayStation, Windows                                     |
| Persian Wars                                       |                                                                                                | 2001                                            | Cryo Interactive                                                                                                 | Cryo Interactive                                                         | Windows                                                  |
| Pink Panther: Pinkadelic Pursuit                   |                                                                                                | 2002                                            | Cryo Interactive Wanadoo                                                                                         | Etranges Libellules (PlayStation, Windows) SuperEmpire Interactive (GBA) | Game Boy Advance, PlayStation, Windows                   |
| Pompei: The Legend of Vesuvius                     | TimeScape: Journey to Pompeii (Estados Unidos)                                                 | 2000                                            | The Adventure Company Cryo Interactive Dreamcatcher Games (Estados Unidos)                                       | Arxel Tribe                                                              | Macintosh, Windows                                       |
| Quiz Challenge: Football                           | Foot Quiz                                                                                      | 2002                                            | Cryo Interactive Wanadoo                                                                                         | Cryo Interactive                                                         | Windows                                                  |
| Raven Project, The                                 |                                                                                                | 1995                                            | Mindscape | Cryo Interactive                                                         | MS-DOS, PlayStation                                      |
| Ring: The Legend of the Nibelungen                 |                                                                                                | 1999                                            | Cryo Interactive R&P Electronic Media                                                                            | Arxel Tribe                                                              | Windows                                                  |
| Riverworld                                         | Philip José Farmer's Riverworld                                                                | 1998                                            | Cryo Interactive                                                                                                 | Cryo Interactive                                                         | Windows                                                  |
| Rip-Tide Racer                                     |                                                                                                | 2000                                            | Cryo Interactive                                                                                                 | Cryo Interactive                                                         | Game Boy Color                                           |
| Roland Garros French Open 2000                     | Open Tennis 2000 (Reino Unido)                                                                 | 2000                                            | Cryo Interactive                                                                                                 | Carapace                                                                 | Game Boy Color, Windows                                  |
| Roland Garros French Open 2001                     |                                                                                                | 2001                                            | Cryo Interactive                                                                                                 | Carapace                                                                 | PlayStation, Windows                                     |
| Saga: Rage of the Vikings                          |                                                                                                | 1999                                            | Cryo Interactive R&P Electronic Media                                                                            | Cryo Interactive                                                         | Windows                                                  |
| Salammbo: Battle for Carthage                      |                                                                                                | 2003                                            | The Adventure Company Ontario Europe                                                                             | Cryo Interactive                                                         | Windows                                                  |
| Scotland Yard                                      |                                                                                                | 1999                                            | Cryo Networks Ravensburger                                                                                       | Cryo Networks France Télecom Multimedia                                  | Windows                                                  |
| The Shadow of Zorro                                |                                                                                                | 2001                                            | Cryo Interactive                                                                                                 | In Utero                                                                 | PlayStation 2, Windows                                   |
| Stealth Combat                                     | Stealth Combat: Ultimate War (internacional)                                                   | 2002                                            | Modern Games (Alemania) Cryo Interactive (internacional)                                                         | Deck 13                                                                  | Windows                                                  |
| Super Dany                                         |                                                                                                | 1994                                            | Virgin Interactive                                                                                               | Cryo Interactive                                                         | SNES                                                     |
| Test Drive 6 (solo Europa)                         |                                                                                                | 1999                                            | Cryo Interactive                                                                                                 | Pitbull Syndicate Xantera (GBC)                                          | Game Boy Color, PlayStation, Windows                     |
| Timecop                                            |                                                                                                | 1995                                            | Victor Entertainmemt                                                                                             | Cryo Interactive                                                         | SNES                                                     |
| Treasure Hunter                                    | Chasseur de Trésors (Francia)                                                                  | 1997                                            | Microfolie's Philips Interactive Media                                                                           | Cryo Interactive                                                         | Windows                                                  |
| Ubik                                               |                                                                                                | 1998                                            | Cryo Interactive R&P Electronic Media                                                                            | Cryo Interactive                                                         | PlayStation, Windows                                     |
| Versailles 1685                                    | Versailles: Complot à la Cour du Roi Soleil (Francia)                                          | 1997 1998 (PlayStation)                         | Canal+ Cryo Interactive R&P Electronic Media (PlayStation) Réunion des Musées Nationaux                          | Cryo Interactive                                                         | Macintosh, MS-DOS, PlayStation, Windows                  |
| Versailles II: Testament of the King               |                                                                                                | 2002                                            | Réunion des Musées Nationaux                                                                                     | Cryo Interactive                                                         | PlayStation 2, Windows                                   |
| Virus: It is Aware                                 |                                                                                                | 1999                                            | Cryo Interactive                                                                                                 | Cryo Interactive                                                         | PlayStation                                              |
| Woody Woodpecker: Escape from Buzz Buzzard Park    |                                                                                                | 2001                                            | DreamCatcher Interactive (Estados Unidos) Cryo Interactive (Europa)                                              | Cryo Interactive Eko System                                              | PlayStation 2, Windows, Game Boy Color                   |
| Zero Zone                                          |                                                                                                | 1998                                            | Cryo Interactive R&P Electronic Media                                                                            | Cryo Interactive                                                         | Windows                                                  |
| Zidane Football Generation                         | Calcio 2003 (lanzamiento italiano para Windows) Football Generation (international, PS2 y Win) | 2002 (GBA, GBC) 2003 (Win) 2006 (PS2)           | Cryo Interactive (GBA, GBC) Trecision (PS2, Win)                                                                 | Aqua Pacific (GBA, GBC) Trecision (PS2, Win)                             | Game Boy Advance, Game Boy Color, PlayStation 2, Windows |